# گمینا سوکوووف ماووپولسکی
گمینا سوکوووف ماووپولسکی (به لهستانی:  Gmina Sokołów Małopolski) یک گمینا در لهستان است که در شهرستان ژشوف واقع شده‌است. گمینا سوکوووف ماووپولسکی ۱۳۴٫۰۴ کیلومتر مربع مساحت و ۱۶٬۴۵۹ نفر جمعیت دارد.